# 京都府立南山城支援学校
京都府立南山城支援学校（きょうとふりつ みなみやましろしえんがっこう）は、京都府相楽郡精華町山田にある府立特別支援学校。

## 沿革
- 1981年（昭和56年）4月1日 - 養護学校開設。
- 2011年（平成23年）4月1日 - 学校名を「京都府立南山城支援学校」に変更。
- 2017年（平成29年） - 高等部に標準服を導入。
- 2020年（令和2年）12月21日 - スクールキャラクター「みなみちゃん」採用決定。

## 設置学部
- 小学部
- 中学部
- 高等部（普通科）
- その他、自立活動（機能訓練、言語訓練、療育指導）

## 通学区域
- 木津川市（一部）
- 精華町
- 和束町
- 笠置町
- 南山城村
  - 入学対象者は開校当初から、小・中学部は山城地区全域の「自主通学可能だが、地元の小・中学校には進学困難な児童生徒」、高等部は「同地区内の全中学校に設置されている特別支援学級卒業生」のほとんどが当校を進学先としていた[注釈 1]。その後、2007年に特別支援教育が正式に実施されるようになったことで[1]、2010年に八幡市と久御山町を通学区域とした八幡支援学校、2011年に宇治市と城陽市を通学区域とした宇治支援学校、2022年にはさらに広域を通学区域とした「井手やまぶき支援学校」がそれぞれ開校した[1]ことで、2025年現在、通学区域は木津川市の一部と、相楽郡全域のみとなった。

## 交通アクセス
近鉄 京都線 木津川台駅より徒歩約10分